# Shōkichi Natsui

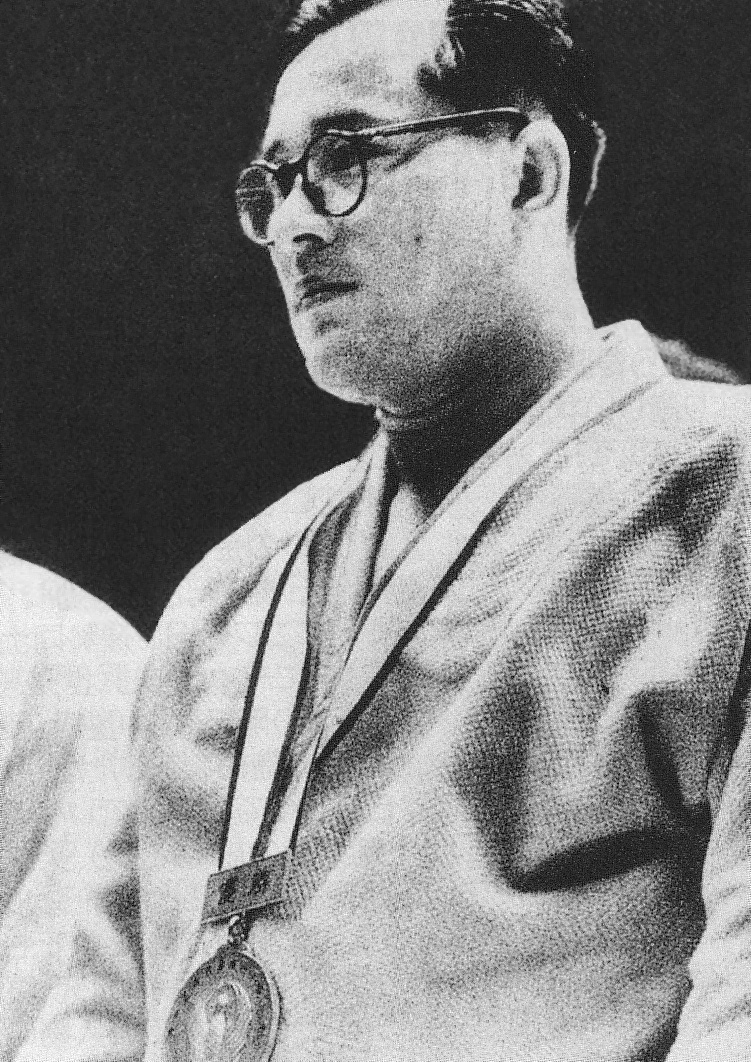
Shōkichi Natsui (1956)

Shōkichi Natsui (jap. 夏井昇吉, Natsui Shōkichi; geboren am 10. Oktober 1925; gestorben am 13. September 2006) war ein japanischer Judoka. 1956 war er der erste Judo-Weltmeister.
Shōkichi Natsui belegte 1954 bei den japanischen Meisterschaften den dritten Platz. Im Jahr darauf erreichte er das Finale und belegte den zweiten Platz hinter Yoshihiko Yoshimatsu.
Am 3. Mai 1956 wurden in Tokio die ersten Judo-Weltmeisterschaften ausgetragen. Natsui bezwang in seinem ersten Kampf den Dänen Kai Johannsen, im Viertelfinale den Briten Richard Bowen und im Halbfinale den Franzosen Henri Courtine. Im Finale trafen die beiden Japaner Natsui und Yoshimatsu aufeinander und Natsui gewann den Titel.
1957 kämpften im Finale der japanischen Meisterschaften Shōkichi Natsui und Kōji Sone gegeneinander und Natsui gewann auch diesen Titel.